# Acanthogonatus fuegianus
Acanthogonatus fuegianus là một loài nhện trong họ Nemesiidae.
Acanthogonatus fuegianus được miêu tả năm 1902 bởi Simon.